# Список умерших в 1389 году

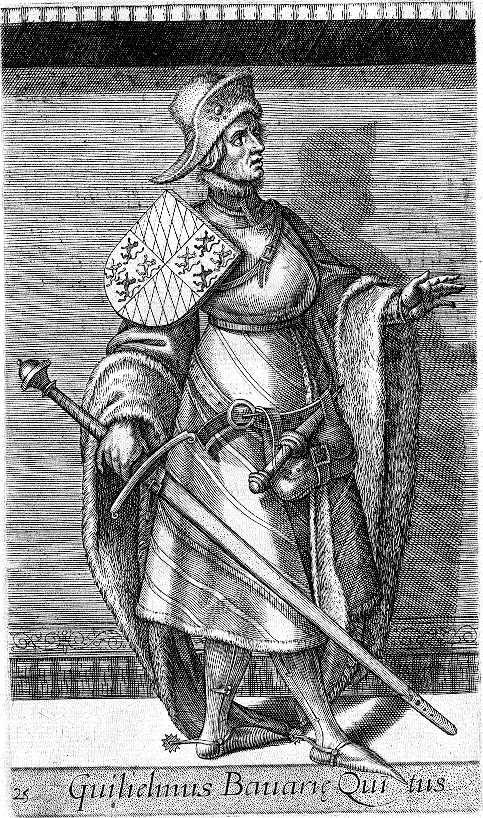
Вильгельм I

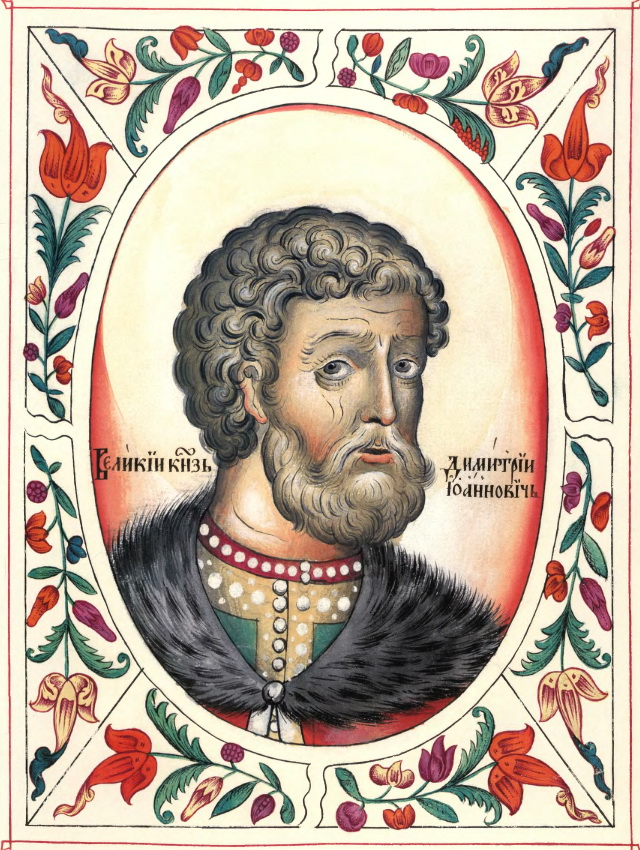
Дмитрий Иванович Донской

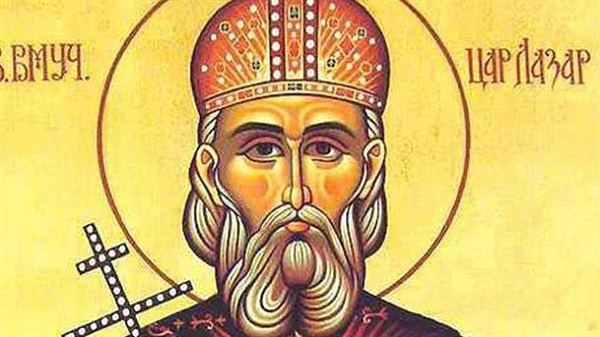
Лазарь Хребелянович

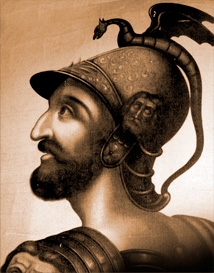
Милош Обилич

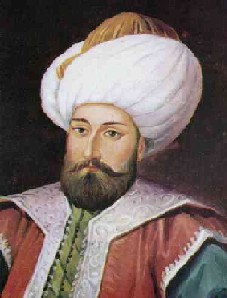
Мурад I

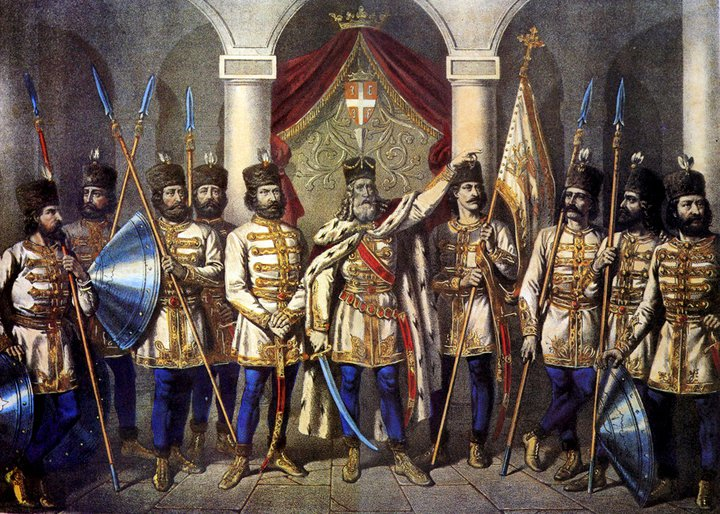
Юг-Богдан и Юговичи

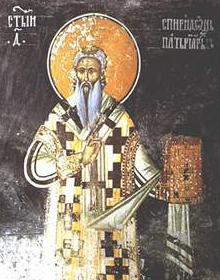
Спиридон

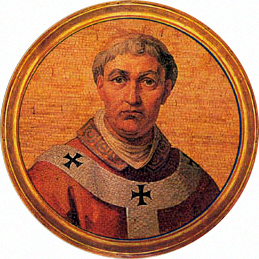
Урбан VI

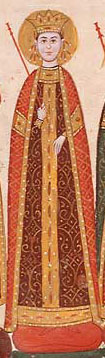
Кера Тамара

В этой статье представлен список известных людей, умерших в 1389 году.
См. также: Категория:Умершие в 1389 году

## Февраль
- 19 февраля — Маргарита — графиня Равенсберга (1346—1389), графиня Берга (1348—1389)
- 28 февраля — Жан VI д’Аркур (46) — граф д’Аркур (1356—1389) и д’Омаль (1356—1389).

## Март
- Бахауддин Накшбанд, персидский религиозный деятель, суфийский учитель, седьмой шейх суфийского ордена Накшбанди.

## Апрель
- 15 апреля — Вильгельм I (58) — герцог Баварии (1347—1349, как Вильгельм I, совместно с пятью братьями), герцог Нижней Баварии (1349—1353, как Вильгельм I, совместно с двумя братьями), герцог Баварии-Штраубинга (1353—1388, как Вильгельм I, совместно с братом Альбрехтом), граф Голландии (1354—1388, как Виллем V), граф Геннегау (1356—1388, как Гильом V), граф Зеландии (1356—1388, как Виллем V).

## Май
- 19 мая — Дмитрий Иванович Донской (38) — князь Московский (1359—1389),  великий князь Владимирский и князь Новгородский (1363—1389).

## Июнь
- 15 июня:
  - Лазарь Хребелянович — последний независимый правитель Сербии (1370—1389), святой Сербской православной церкви; погиб в битве на Косовом поле;
  - Милан Топлица — легендарный сербский витязь; погиб в битве на Косовом поле, почитается в Сербии святым мучеником;
  - Милош Обилич — одна из центральных фигур в сербской эпической поэзии, в которой он воспевается как национальный герой; погиб в битве на Косовом поле;
  - Мурад I — правитель Османского бейлика, первый султан Османской империи (1362—1389); погиб в битве на Косовом поле;
  - Юг-Богдан — герой рокового для сербов боя на Косовом поле в 1389 году, погиб в битве;
  - Юговичи — девять сыновей князя Юга-Богдана, популярные мифологические персонажи сербского народного эпоса, погибли в битве на Косовом поле;
  - Якуб-челеби — сын султана Мурада I; убит по приказу его брата Баязида.

## Июль
- 13 июля — Роджер де Клиффорд (56) — 5-й барон де Клиффорд (1345—1389).

## Август
- 6 августа — Майкл де ла Поль — английский аристократ и военачальник, 1-й барон де ла Поль (1366—1388), 1-й граф Саффолк (1385—1388), лорд верховный канцлер Англии (1383—1386).
- 11 августа — Спиридон — Архиепископ Печский, патриарх Сербский (1382—1389), православный святой (блаженный).
- 12 августа — Изабелла Макдафф — шотландская аристократка, графиня Файфа  (1353—1371).

## Сентябрь
- 11 сентября — Пимен — епископ Русской церкви, митрополит Киевский и всея Руси (1382—1384).

## Октябрь
- 15 октября — Урбан VI — папа римский (1378—1389)

## Ноябрь
- 21 ноября — Абу Хамму II — правитель Тлемсена из династии Абдальвадидов (1359―1389); отказалась от графства.

## Декабрь
- 30 декабря — Джон Гастингс (17) — английский аристократ, 3-й граф Пембрук, 5-й барон Гастингс и 20-й барон Абергавенни (1375—1389), последний  барон Мэнни (1384—1389), последний представитель старшей ветви Гастингсов; скончася от ран, полученных на турнире.
- 31 декабря:
  - У (24) — царь (ван) корейского государства Корё (1374—1388), свергнут и казнён;
  - Чхан (8) — царь (ван) корейского государства Корё (1388—1389), свергнут и казнён.

## Дата неизвестна или требует уточнения
- Александр Михайлович Ордынец — князь кашинский (1382—1389)
- Александр I — царь западногрузинского царства Имерети (1387—1389)
- Лука ди Томме — итальянский художник, сиенская школа.
- Кера Тамара — дочь болгарского царя Ивана Александра, одна из жён султана Мурада I
- Фахр уд-Дин Кутлуг-бек — бей Ак-Коюнлу  (1362—1389)
- Хаям Вурук — махараджа Маджапахита (1350—1389)
- Юрий Васильевич — последний удельный князь Белозерский (1380—1389)